# 劳劳溪
劳劳溪，也作涝涝溪，位于中华人民共和国广东省江门市新会区和珠海市斗门区境内，是西江干流入海水道的一条支流，北起江门市新会区睦洲镇莲子塘村以北的狗尾，接荷麻溪，向西南至东成村转南流，过蟹洲沙后成为江门市与珠海市界河，至江门新会大广海湾经济区沙堆镇大环村东岸，珠海斗门莲洲镇横坑西口与虎跳门水道相汇。全长11.5千米。水道沿岸地势低平，土壤肥沃。2001年进行航道治理后，属于Ⅵ级航道，可通行100吨级船只。